# Ivanka Hristova
Ivanka Marinova Hristova (bulgariska: Иванка Маринова Христовa), född den 19 november 1941 i Sofia, Bulgarien, död den 24 februari 2022, var en bulgarisk friidrottare inom kulstötning.
Hon tog OS-brons i kulstötning vid friidrottstävlingarna 1972 i München. 